# Urban Gad
Peter Urban Bruun Gad (* 12. února 1879 Korsør – 26. prosince 1947 Kodaň) byl dánský režisér němého filmu.
Byl synem kontradmirála Nicolase Urbana Gada a spisovatelky Emmy Gadové, jeho strýcem byl Paul Gauguin. Zpočátku se věnoval malířství (jeho učitelem byl Frits Thaulow), později působil jako herec v Dagmarteatret a Det Ny Teater. V roce 1910 natočil podle vlastního scénáře svůj první film Propast, v němž hráli hlavní role Asta Nielsenová a Robert Dinesen. Následujícího roku odešel do Německa, kde pracoval pro společnost PAGU. Celkem natočil čtyřicet filmů, převážně psychologických dramat. Jeho novátorská práce s kamerou přispěla k rozvoji specificky filmové řeči, vymaňující se z divadelních konvencí. Vydal jednu z prvních knih o filmové teorii, nazvanou Filmen: dens midler og maal. V roce 1912 se oženil s Astou Nielsenovou, manželství skončilo roku 1918. Poslední film Kolo štěstí natočil v roce 1926. Od roku 1923 provozoval se svojí druhou manželkou v Kodani kino Grand Teatret.